# Пальмові острови (природний заповідник)
Природний заповідник Пальмові острови (араб. محمية جزر النخيل الطبيعية) складається з трьох пласких, скелястих островів з еродованого вапняку та оточуючої морської території і розташований за 5,5 км у море на північний захід від міста Міне ель-Міна, на захід від Триполі (Ліван).
Загальна площа заповідника становить 4,2 км². Він названий «Особливою природоохоронною територію Середземномор'я» за Барселонською конвенцією 1995 року, «Рамсарськими водно-болотними угіддями особливого міжнародного значення» з 1980 року та Важливою орнітологічною територією BirdLife International. Острови є притулком для рідкісних довгоголових морських черепах, які перебувають під загрозою зникнення, рідкісних тюленів-ченців, зелених черепах, орланів-білохвостів, чайок Одуена та місцем гніздування і відпочинку для мігруючих птахів.

## Острови
Найбільшим з трьох островів є Пальмовий острів (араб. جزيرة النخيل, Джазірат ан-Накхіл). Він також відомий як Кролячий острів (араб. جزيرة الأرانب, Джазірат аль-Аранеб) за великою кількістю кроликів, які вирощувались на острові за часів французького мандату на початку 20-го ст.
Острів характеризується рівнинністю та не має яскравого рельєфу; його площа становить 180 796 м², а найвища точка розташована всього на 6 м.н.м.. Його скелясті береги простягнулись з північного заходу на південь, а піщані пляжі розташовані з північного та східного боків. Посередині острова наявні ґрунти та розташовані свідчення заселення острова у минулому — криниця з прісною водою, старий соляний ставок та руїни церкви хрестоносців. На острові були проведені відновні роботи, у тому числі відновлено криницю, вода якої використовується для поливу 570 пальм острова, збудовано пірс для човнів та пішохідні доріжки, встановлено розмітку територій для відпочинку та дослідження.
Острів Санані (араб. جزيرة السناني, Джазірат ас-Санані) має площу 45 503 м² і розташований на південний схід від Пальмового острова. Він переважно скельний з частково піщаним берегом.
Острів Рамкіне (араб. جزيرة رمكين, Джазірат Рамкіне) або Фанар (араб. جزيرة الفنار, Джазірат аль-Фанар) є найменшим з трьох і має площу 34 903 м²; він розташований на північний захід від Пальмового острова. Він переважно скельний, а його найвища точка — 12 м.н.м. На острові розташовані залишки маяка та місця розташування гармат і підземні галереї, збудовані на початку 20-го ст. Зараз на вежі колишнього маяка встановлений сонячний навігаційний ліхтар.
Острови перебувають у державній власності та оголошені заповідником 9 березня 1992 р.

## Історія
Колись на островах було досить важливе поселення, судячи з численних остраконів пізньоримського та середньовічного періодів та декількох цистерн, вирізаних у скелі. Перші розкопки на Пальмовому острові були здійснені у жовтні 1973 року та виявили фундаменти декількох будівель часів хрестових походів, в які були вбудовані більш ранні архітектурні елементи — основи колон та фрагменти капітелів.
Серед середньовічних джерел, які згадують острови у морі біля Триполі, є і арабський географ Мухаммад Аль-Ідрісі, яких відвідав місто у 12 ст. під час правління Раймонда III. Ідрісі писав:

Навпроти міста Триполі є чотири острови в ряд. Перший з них та найближчий до суші — острів Нарцисса (an-Narjis); він дуже маленький та ненаселений. Далі — острів Колони (al-tantid), потім острів Монаха (ArRahib), а потім — Удхакун.

Хрестоносці збудували церкву на найбільшому острові. Саме в ній Аліса Шампанська, вдова короля Кіпру Гуго I 1224 року вийшла заміж за Богемонда V Антіохського. На той час за даними арабських хронік, церква була присвячена апостолу Томі. А через півстоління острів став місцем кривавої різні; коли мамелюки захопили Триполі 1289 року, мешканці міста в паніці втекли до порту та відпливли на острів. Багато з них сховалися в церкві, де їх вбили мамелюки. Після цього острів багато років був ненаселеним.
Зараз острови перебувають під управлінням та моніторингом Комітету охорони навколишнього середовища міста Міна, і два рейнджери наглядають за порядком. Острови були вперше відкриті для відвідувачів 1999 року; потрапити на них можливо лише з липня по вересень, але і у цей період вони можуть бути недоступні, якщо там проводяться робота з охорони чи дослідження навколишнього середовища. На острів з Міни ходять пороми місцевих рибалок.

## Геологія та педологія
Щодо геологічного походження скельної основи островів є дві теорії. Оскільки воно переважно складене горизонтально розташованими шарами морського вапняку, їх класифікували як відкладення міоцену. Але оскільки у вапняку не має ніяких видимих тектонічних рис, щоб відрізнити його від міоценового вапняку суші Лівану, з огляду на відсутність викопних решток та регулярність осадів, цей вапняк може ймовірніше бути класифікований віком пліоцену/четвертинного періоду.
Геоморфологічно, морська та повітряна ерозія надали вапняку його типово карстових рис; всюди можна побачити відкриті тріщини, широкі біля моря, вужчі вище, де вода не дістає. Довкола островів розкидані голі скелі — результат морської ерозії.
Взимку розриви та басейни у дюнах наповнюються прісною водою, яка залишається доступною навіть влітку.
Піщані береги та дюни двох островів мають біологічне походження; вони переважно складаються скелетами морських форамініферів, які дають дуже легкий пісок, змішаний з фрагментами черепашок черевоногих та частинами скелетів та хребтів голкошкірих. Піщані дюни формуються на більш високих частинах Пальмового острова та на місцях доказів людських занять.
У більш скелястих місцях можна знайти літосоль; цей дуже тонкий шар ґрунту дозволяє рости ефемерам у дощовий сезон та коли прісна вода акумулюється у щілинах. У західних частинах Пальмового острова можна знайти ґрунти з більшим горизонтом, переважно сформовані еоловим та вапняковим пляжним піском.

## Загрози
Конфлікт 2006 року між Ізраїлем та Хезболлою, під час якого Ізраїль розбомбив ліванський нафтопереробний завод у місті Джиє, спричинив великий розлив нафти, який зашкодив екосистемі заповідника. Нафта покрила береги островів, вбивши мікроорганізми та водорості, які є важливим джерелом їжі для морських черепах та інших мешканців моря. Нафта також утворила плівку на поверхні води, небезпечну для черепах та мігруючих птахів. Велика кількість нафти опустилась на дно моря, створюючи загрозу для риби. Міжнародний союз охорони природи направив до Лівану місію з очищення та моніторингу для мінімізації загрози Пальмовим островам.